# Касаткин, Леонид Леонидович
Леони́д Леони́дович Каса́ткин (30 декабря 1926, Фрунзе — 13 сентября 2020, Москва) — советский и российский лингвист, специалист по фонетике русского языка и диалектологии. Доктор филологических наук (1986), профессор МГУ (1993—2004), до 2012 года возглавлял отдел диалектологии и лингвистической географии Института русского языка им. В. В. Виноградова РАН (с 1998 года), до 2017 года работал в отделе современного русского языка.

## Биография
Участник Великой Отечественной войны; окончил филологический факультет МГУ в 1952 г. В 1956—1959 гг. обучался в аспирантуре ИРЯ АН СССР, в 1965 г. защитил там кандидатскую диссертацию «Прогрессивное ассимилятивное смягчение задненёбных согласных в русских говорах» (научный руководитель В. Г. Орлова; диссертация была опубликована отдельной книгой в 1968 г.). С 1952 г. преподавал в разных вузах; в 1961—1974 — младший научный сотрудник ИРЯ АН СССР, откуда был вынужден уволиться под давлением администрации (в частности, Ф. П. Филина) из-за сочувствия к диссидентскому движению.
В 1982 году женился на Розалии Пауфошиме (Касаткиной).
В 1990 г. вернулся в Институт русского языка на должность ведущего научного сотрудника; в 1998 г. возглавил отдел диалектологии и лингвистической географии. Докторскую диссертацию «Современная русская диалектная фонетика как источник для истории русского языка» защитил в МГУ в 1986 г.
Лауреат премии имени А. С. Пушкина РАН 2016 года (совместно с М. Л. Каленчук, Р. Ф. Касаткиной) — за «Большой орфоэпический словарь русского языка. Литературное произношение и ударение начала XXI века: норма и её варианты»
Председатель комиссии по исследованию старообрядчества при Международном комитете славистов с 2008 г., глава центра по исследованию старообрядчества при ИРЯ РАН с 2012 г.

## Вклад в науку
Работы по фонетике русского языка, диалектологии, теории письма. Л. Л. Касаткин — автор многих вузовских учебников по современному русскому языку и русской диалектологии.
В трудах по русской литературной и диалектной фонетике Л. Л. Касаткин предпринимает попытку развития идей Московской фонологической школы, высказанных в трудах Р. И. Аванесова и М. В. Панова, разрабатывает теорию фонетических позиций, фонетических чередований; им введено понятие суперфонемы.
Л. Л. Касаткин использует данные фонетики русских диалектов для реконструкции фонетической системы древнерусского языка и происходивших в ней процессов. Так, им выдвинуты версии о первичности «европейского», нейтрального [l] (а не веляризованного [л]) в русском языке; описаны говоры без категории твёрдости/мягкости согласных (Касаткин, опираясь на закон Бодуэна де Куртенэ — Панова, считает это архаичной чертой данных говоров, где, по его мнению, корреляция по твёрдости/мягкости не успела сформироваться); предложены уточнения традиционной хронологии падения редуцированных в истории русского языка.

## Работы
- Прогрессивное ассимилятивное смягчение задненёбных согласных в русских говорах. М.: Наука, 1968.
- Краткий справочник по современному русскому языку / Л. Л. Касаткин, Е. В. Клобуков, П. А. Лекант; Под ред. П. А. Леканта. М.: Высшая школа, 1991. 363 с. ISBN 5-06-001579-3
- Современная русская диалектная и литературная фонетика как источник для истории русского языка. М.: Наука; Школа «Языки русской культуры», 1999. 528 с. (Studia philologica). ISBN 5-02-011718-8 (Наука), ISBN 5-7859-0059-9 (Школа «ЯРК») книга в сети
- Долгота / краткость согласного на месте сочетаний двух согласных букв в современном русском литературном языке. М.: МГУ, 1999 (в соавт. с М. Ч. Чой). 2-е изд. — М.: Языки славянских культур, 2005.
- Фонетика современного русского литературного языка. М.: Изд-во МГУ, 2003. 224 с. ISBN 5-211-04814-8
- Русская диалектология / Под ред. Л. Л. Касаткина. М.: Просвещение, 1989. 2-е изд.: М.: Академия, 2005. 288 с. ISBN 5-7695-2007-8
- Русские народные говоры. Звучащая хрестоматия. Южнорусское наречие / Под ред. Р. Ф. Касаткиной. М.: Наука, 1999 (в соавт. с Р. Ф. Касаткиной, А. М. Красовицким, Д. М. Савиновым, Е. В. Щигель).

См. также:
- Язык: изменчивость и постоянство. Сборник статей. К 70-летию Л. Л. Касаткина / Отв. ред. М. Л. Каленчук. М.: ИРЯ РАН, 1998. 420 с. содержание
- Проблемы фонетики. VI / Отв. ред.: М. Л. Каленчук, Д. М. Савинов; Ин-т рус. яз. им. В. В. Виноградова РАН. — М.:АСТ-ПРЕСС КНИГА, 2014. 416 с. (К 85-летию Леонида Леонидовича Касаткина). ISBN 978-5-462-0715-5

## Награды
- Орден Отечественной войны I степени (6.4.1985)[2]